# Autoroute A631
L’autoroute A 631 è un'autostrada francese che collega l'A630 (ovvero la circonvallazione di Bordeaux) al centro della città.